# 一宮電気
一宮電気株式会社（いちのみやでんき かぶしきがいしゃ）は、大正時代の愛知県一宮市に存在した電力会社である。一宮とその周辺地域に電気を供給した。
設立・開業はともに1912年（明治45年・大正元年）。一貫して発電所を持たない配電専業の事業者で、1920年（大正9年）に電源を依存していた名古屋市の名古屋電灯（後の東邦電力）へと合併された。

## 沿革

### 設立と開業
1889年（明治22年）、中部地方で最初の電気事業者として名古屋市に名古屋電灯が開業した。以後、同地方では主要都市に次々と電気事業が起業されていく。また1907年（明治40年）に名古屋瓦斯（東邦ガスの前身）も開業し、名古屋市では都市ガス供給も始まった。この時代の都市ガスの用途はガス灯が主力であったことから、ガス事業は灯火供給という点で電気事業と競合関係にあった。
愛知県西部の中島郡一宮町（1921年9月市制施行し一宮市となる）において、電気事業の計画が出現したのは1903年（明治36年）12月のことである。しかし電灯の点灯見込みが670灯に過ぎず採算が合わないとして時期尚早と判断され実現しなかった。それから5年半後の1909年（明治42年）4月、一宮瓦斯（後の尾州電気）が設立され、ガス事業が先行して始まった。この一宮瓦斯は名古屋瓦斯と地元有力者が共同で計画したものであった。一宮瓦斯の設立後、その起業に参加した一宮町の有力者土川弥七郎（油商・一宮銀行頭取）・佐分慎一郎（一宮瓦斯常務・元一宮町長）・森巌（現職一宮町長）・豊島半七（綿糸商）・小島太左衛門（綿糸商）は電気事業の起業にも動き始める。そして1911年（明治44年）5月23日、「一宮電気株式会社」発起人は逓信省から電気事業経営の許可を取得した。逓信省の資料によると、許可当初の供給区域は中島郡一宮町・今伊勢村・起町・奥町・大和村・萩原町と丹羽郡布袋町・古知野町・西成村、葉栗郡浅井町の10町村で、電源は一宮町大字一宮にガス力（内燃力）発電所を設ける予定であった。
翌1912年（明治45年）2月21日、一宮町内で一宮電気株式会社の創立総会が開かれた。発足時の資本金は30万円で、本店を町内の大字一宮字常念寺に置いた。株主を一般公募せず、株式を一宮瓦斯株主に引き受けさせた点が設立の特徴である。総会では取締役社長に土川弥七郎、取締役に佐分慎一郎・豊島半七、監査役に森巌・豊島正七（一宮の綿糸商）がそれぞれ選ばれた。なお設立ののちに株主には岐阜方面の人物が参入しており、1912年12月に岡本太右衛門と桑原善吉が取締役、大野英治が監査役にそれぞれ加わった。3人とも岐阜市の電力会社岐阜電気の関係者であり、岡本は社長、桑原は取締役、大野は支配人を務めている。
一宮電気では字常念寺にて事務所・変圧所・配電所の新設工事を進め、1912年（大正元年）9月からは配電線工事にも着手した。一宮町の配電工事は同年12月までにすべて完了。完成検査を済ませたのち12日夜より初めて電灯を点灯した。15日までの4日間は試験点灯として扱っており、事業開始は12月16日付である。翌1913年（大正2年）2月21日、一宮町に続き奥町と起町（現・一宮市）、5月1日より丹羽郡布袋町・古知野町（現・江南市）でもそれぞれ供給を開始した。同年5月末の時点での供給実績は、電灯数8734灯（うち一宮町内4278灯）、動力用電力供給37馬力（需要家は一宮町・起町の計24戸）であった。
一宮電気は自社発電所を持たない配電専業の事業者として開業した。電源は先に開業した名古屋電灯からの受電であり、隣接する稲沢の電気事業者稲沢電気（後の稲沢電灯）とともに名古屋電灯小木変電所を通じて同社長良川発電所（岐阜県）から送電を受けた。一宮電気開業の前後の時期、名古屋電灯では大規模水力開発が完成したことから工場や電気事業者・電鉄会社などに対する供給を強化し、大口需要の開拓を積極化していた。

### 経営の変容

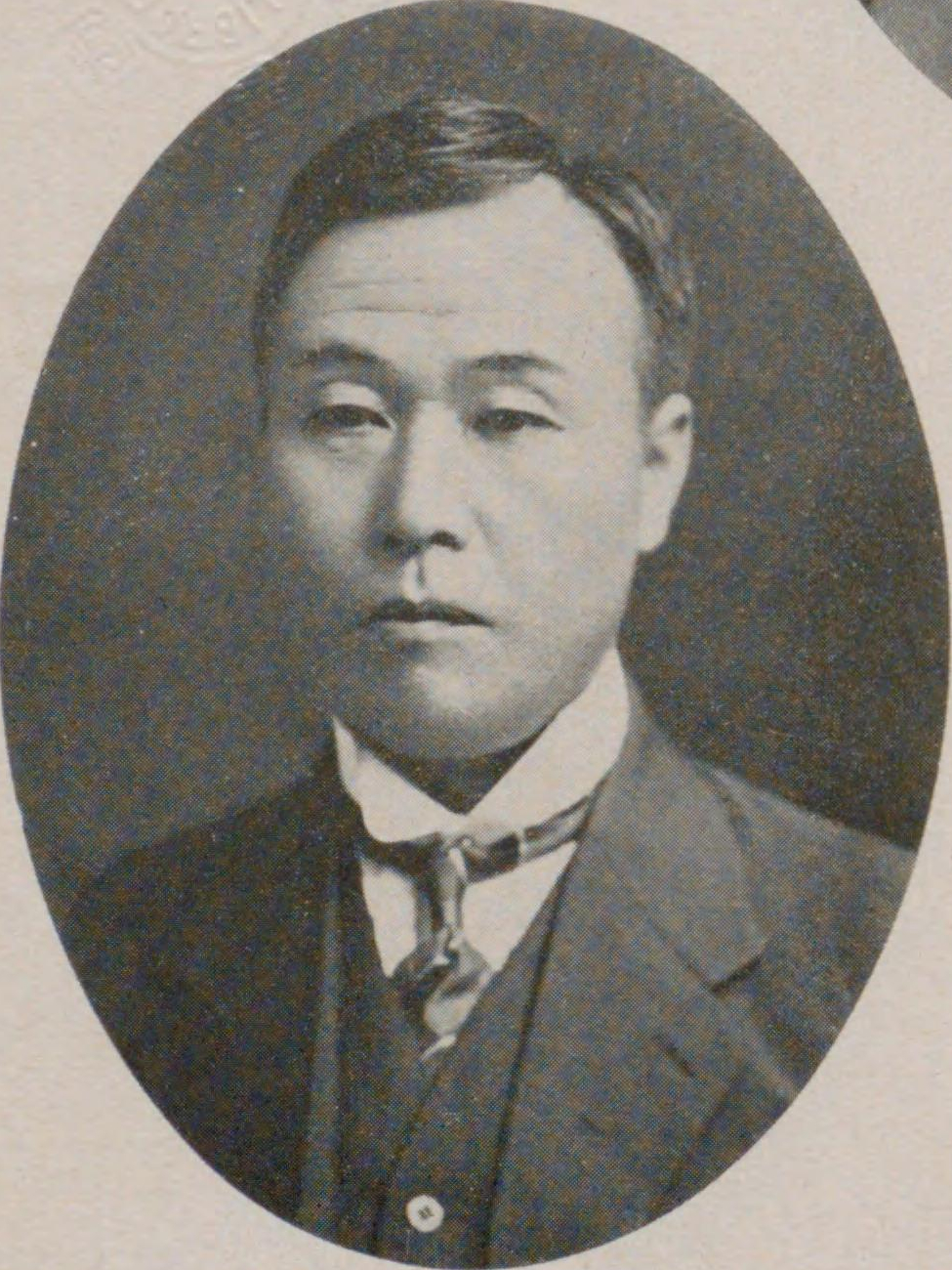
第3代社長徳倉六兵衛

逓信省の資料によると、一宮電気は1915年（大正4年）までの間に中島郡萩原町や葉栗郡浅井町・木曽川町（現・木曽川町）・宮田村（現・江南市）などでも開業した。開業以来の営業成績は良好であり、毎期年率1割ないし1割2分という高い配当率を継続でき、その上2度にわたる電灯料金の引き下げも可能であった。一方、先発の一宮瓦斯は一宮電気出現で圧迫を受けたため対抗策として一宮から萩原・祖父江・津島方面へとガス供給を広げ、さらに1914年（大正3年）には津島にて電気事業を開業した。
1915年秋、岐阜から参加していた株主は一宮電気に対する投資を引き上げ、八木平兵衛（名古屋の太物商）・徳倉六兵衛（幡豆郡一色村の資産家）・荒川寅之丞（海部郡十四山村の実業家）ら名古屋電灯系と目されていた実業家グループに持株をすべて譲渡した。岡本太右衛門・桑原善吉ら岐阜電気系の役員は翌1916年（大正5年）2月に辞任している。岐阜電気系役員の辞職後は社長豊島半七、取締役土川弥七郎・小島太左衛門、監査役豊島正七・森巌という経営陣であったが、これら創業者グループは名古屋電灯系資本の参加を敬遠し、持株すべてを名古屋電灯系に譲渡して一宮電気との関係を断った。その結果1916年3月取締役・監査役全員が辞任し、4月7日、臨時株主総会にて取締役社長に徳倉六兵衛、取締役に荒川寅之丞・福澤駒吉（名古屋電灯社長福澤桃介の長男）、監査役に徳倉充治（六兵衛の長男）・八木富三（平兵衛の弟）がそれぞれ就任した。
一宮電気の取締役となった徳倉六兵衛と荒川寅之丞はこの時点ですでに愛知県豊橋市の電力会社豊橋電気の取締役でもあった。一宮電気での役員改選直後にあたる1916年4月30日、その豊橋電気の臨時株主総会において一宮電気の合併が付議されたが、可決されず合併契約見直しと決まった（その後合併は実現せず）。次いで同年8月24日、一宮電気は臨時株主総会を開き、幡豆郡一色村大字千間（現・西尾市一色町千間）所在の愛知電気工業株式会社との合併を決議した。愛知電気工業は同年7月27日、資本金50万円をもって設立。八木平兵衛が社長を務める会社で、一色村と一宮町に工場を置いて塩化カリウム・塩素酸カリウムなどを製造するという事業計画を持っていた。合併は翌1917年（大正6年）2月1日付で成立。合併により一宮電気の資本金は50万円増の80万円となったが、同年11月50万円に減額されている。

### 名古屋電灯との合併

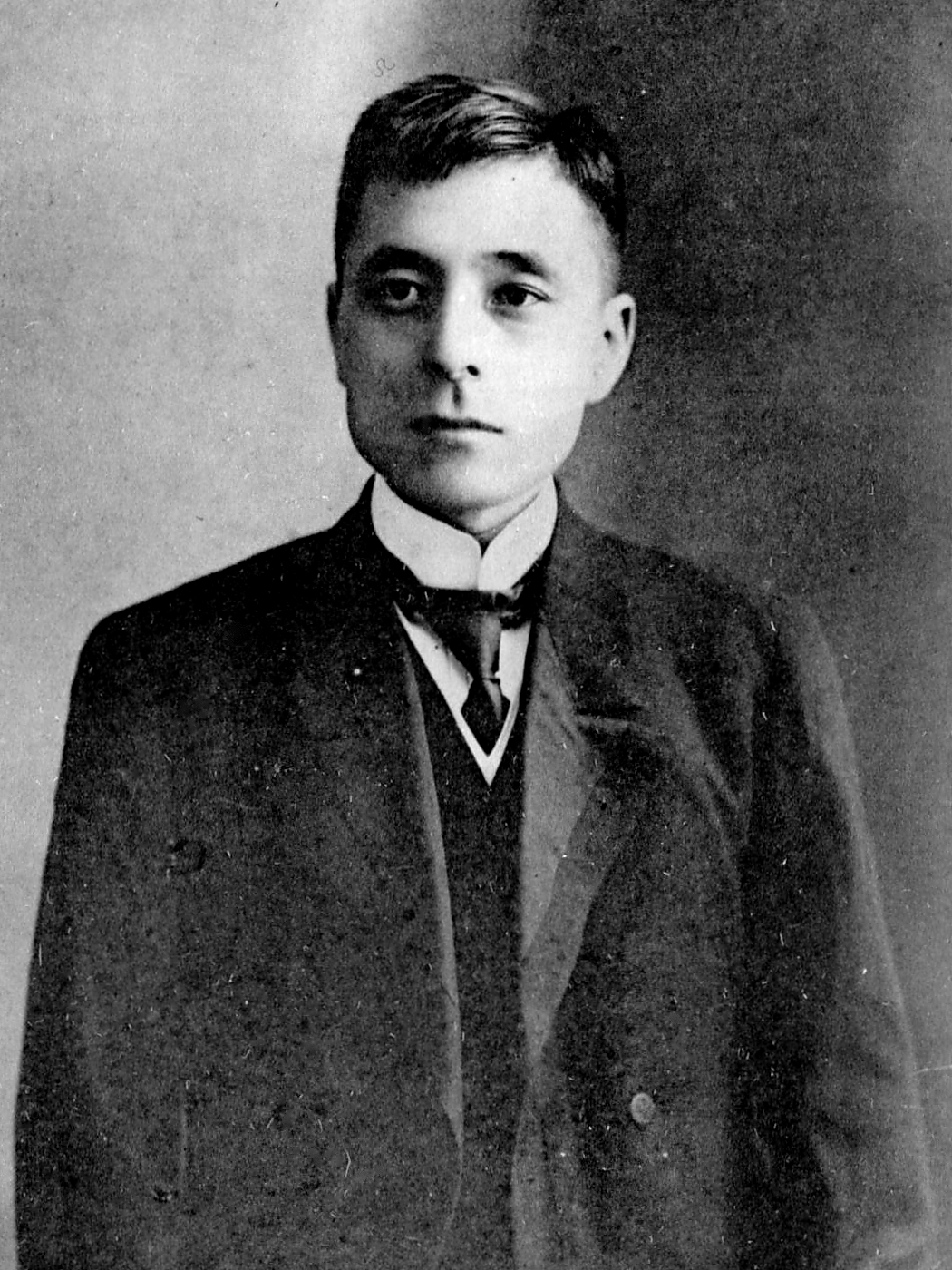
名古屋電灯社長福澤桃介

大戦景気期になると、産業界の活況とその裏側で生じた石炭・灯油価格高騰の双方に影響され電灯・電力需要が増加した。とりわけ管内の主要産業である織物業が活況を呈し、相次ぐ力織機の増設で力織機運転用の電力需要が急騰していた。しかし一宮電気の供給力が1200馬力（約900キロワット）に制限されていたため、供給力不足から需要家間で電力使用権が売買されるという現象が生じた。
1919年（大正8年）になり名古屋電灯が姉妹会社を通じて木曽川に建設していた賤母発電所が完成したことで一宮電気の供給力増加も実現したが、新発電所建設を機に名古屋電灯から売電料金の値上げを通告されたため、一宮電気でも1917年1月に一旦引き下げていた電気料金を値上げせざるを得なくなった。一宮電気では当時の社長八木平兵衛（1918年4月取締役就任）や取締役徳倉六兵衛が主な電力需要家と会見し値上げの了解を求めて回ったが、以前から会社の態度に不満を持っていたという需要家側は不満を噴出させ、ついには「尾北電力使用者同盟会」を立ち上げて会社側に対抗するという事態に発展する。さらに一宮電気と一宮町の間に締結されていた道路使用に関する報償金の改訂問題まで発生し、町との関係も緊迫化した。このような周辺環境の悪化に耐えかねた一宮電気は、打開策として電源である名古屋電灯と合併する道を選んだ。
名古屋電灯と一宮電気の間の合併仮契約は1919年12月3日付で締結された。合併条件は、存続会社の名古屋電灯が75万円を増資し、それに伴う新株1万5000株（額面50円全額払込済み）および解散費2万円その他を解散する一宮電気側へ交付する、というものであった。締結後、一宮電気では12月19日に臨時株主総会を開き名古屋電灯との合併を決議。名古屋電灯側でも翌20日株主総会が開かれ合併が承認された。その後1920年（大正9年）3月30日付で逓信省から合併認可が下り、次いで同年4月24日に名古屋電灯で合併報告総会が開かれて合併手続きが終了、同日をもって一宮電気は解散した。なお、合併手続き中の1920年3月に小木変電所と一宮町内の一宮変電所を結ぶ送電線が完成している。
一宮電気の合併以降、名古屋電灯は周辺事業者の合併を積極化し翌年には岐阜電気・豊橋電気・板取川電気などを相次ぎ合併、さらには奈良県の関西水力電気と合併し、1922年（大正11年）には先に挙げた尾州電気（旧一宮瓦斯）や九州の九州電灯鉄道などを合併して、中京・関西・九州にまたがる大電力会社東邦電力となった。一宮の電気事業も同社の所管となり、一宮市には東邦電力一宮営業所、後の一宮支店（1936年10月1日付で昇格）が置かれた。

### 年表
- 1911年（明治44年）
  - 5月23日 - 逓信省より電気事業経営許可[15]。
- 1912年（明治45年）
  - 2月21日 - 一宮電気株式会社設立[2]。資本金30万円、本店所在地愛知県中島郡一宮町大字一宮字常念寺4番地2[2]、初代社長土川弥七郎[16]。
- 1912年（大正元年）
  - 12月12日 - 一宮町内で電灯の試験点灯を開始[21]。
  - 12月16日 - 電気事業を開業[22]。
- 1913年（大正2年）
  - 2月21日 - 中島郡奥町・起町での供給を開始[7]。
  - 5月1日 - 丹羽郡布袋町・古知野町での供給を開始[7]。
- 1916年（大正5年）
  - 4月7日 - 社長に徳倉六兵衛が就任[14]。
- 1917年（大正6年）
  - 2月1日 - 幡豆郡一色村の愛知電気工業株式会社を合併[38]。資本金80万円となる[36]。
  - 11月25日 - 資本金を50万円に変更[39]。
- 1919年（大正8年）
  - 12月3日 - 名古屋電灯株式会社との間に合併契約を締結（この時の社長は八木平兵衛）[41]。
  - 12月19日 - 名古屋電灯との合併を株主総会で決議[42]。
- 1920年（大正9年）
  - 3月30日 - 逓信省より名古屋電灯との合併認可[43]。
  - 4月24日 - 名古屋電灯との合併により一宮電気解散[1]。

## 供給区域
名古屋電灯との合併直前、1919年（大正8年）末時点における供給区域は以下の通り。いずれも愛知県内である。
- 中島郡（4町3村）
  - 一宮町・奥町・起町・萩原町・今伊勢村・大和村・朝日村（現・一宮市）
- 丹羽郡（2町1村）
  - 布袋町・古知野町（一部）（現・江南市）
  - 西成村（一部）（現・一宮市）
- 葉栗郡（2町3村）
  - 浅井町・木曽川町・北方村・葉栗村（現・一宮市）
  - 宮田村（現・江南市）

## 需要動向
1913年（大正2年）から1919年（大正8年）までの期間における、各年末ごとの電灯および電力需要（需要家数、取付個数、および取付キロワット (KW) 数）は下表の通り。
| 年     | 電灯     | 電灯   | 電灯     | 電力     | 電力   | 電力     | 電力           | 電力           | 電力           |
| 年     | 電灯     | 電灯   | 電灯     | 電動機   | 電動機 | 電動機   | その他電力装置 | その他電力装置 | その他電力装置 |
| 年     | 需要家数 | 灯数   | 取付kW数 | 需要家数 | 個数   | 取付kW数 | 需要家数       | 装置数         | 取付kW数       |
| ------ | -------- | ------ | -------- | -------- | ------ | -------- | -------------- | -------------- | -------------- |
| 1913年 | 2,941    | 9,136  | 230      | 57       | 57     | 97       | -              | -              | -              |
| 1914年 | 3,863    | 12,331 | 219      | 100      | 104    | 193      | -              | -              | -              |
| 1915年 | 5,040    | 14,710 | 246      | 132      | 132    | 236      | 1              | 1              | 11             |
| 1916年 | 7,786    | 18,875 | 301      | 223      | 223    | 494      | 1              | 1              | 11             |
| 1917年 | 8,891    | 22,477 | 358.3    | 300      | 300    | 787.8    | 1              | 1              | 11.1           |
| 1918年 | 11,756   | 27,552 | 470.1    | 361      | 361    | 889.2    | 1              | 1              | 11.2           |
| 1919年 | 16,520   | 37,473 | 527.9    | 397      | 397    | 872.8    | 1              | 1              | 11.0           |